# مدونا: جرئت یا حقیقت
مدونا: جرئت یا حقیقت (انگلیسی: Madonna: Truth or Dare) یک فیلم مستند است به کارگردانی آلک کشیشیان که در سال ۱۹۹۱ منتشر شد.

## بازیگران
- مدونا
- وارن بیتی
- آل پاچینو
- کوین کاستنر
- شان پن
- آنتونیو باندراس
- ژان پل گوتیه
- لایونل ریچی
- مندی پتینکین
- مت دیلون
- الیویا نیوتن-جان
- پدرو آلمودوار
- ساندرا برنهارد